# الأوضاع الصحية في دولة فلسطين

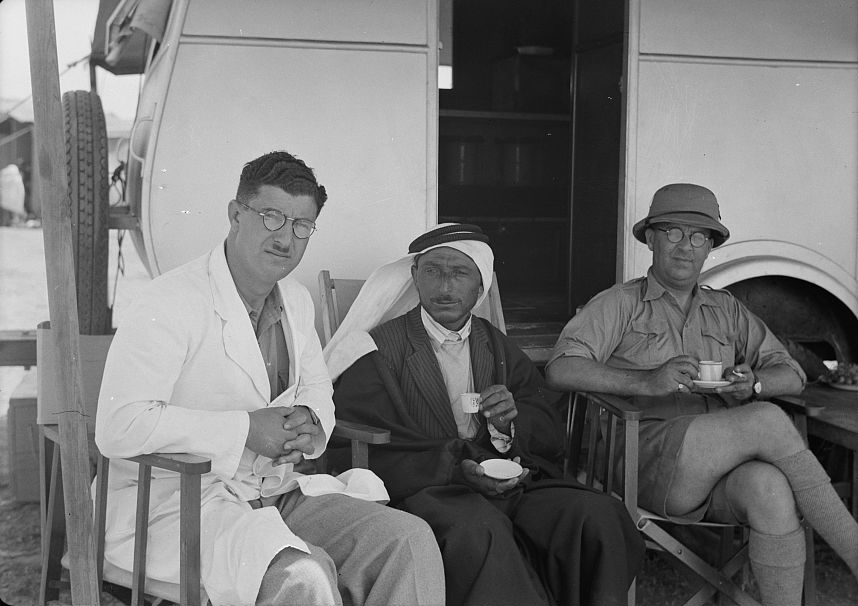
عيادة متنقلة بين القرى

الصحة (بالإنجليزية: Health)‏ كما عرفتها منظمة الصحة العالمية، وهي حالة من الرفاهية البدنية والعقلية والاجتماعية الكاملة، وليس مجرد غياب المرض أو العجز.

## السمنة
وفقاً لمنظمة الصحة العالمية، تؤثر السمنة على 26.8% من السكان الفلسطينيين (23.3% ذكور، 30.8% إناث)، هذا يرجع في الغالب إلى انخفاض النشاط البدني وزيادة استهلاك الغذاء اللازم، خاصة مع زيادة الطاقة الناتجة عن الدهون، عاملان آخران هما التدخين والتحضر، بالإضافة إلى ذلك، "النشاط البدني في أوقات الفراغ ليس مفهوما شائعا في السياق الفلسطيني، خاصة بالنسبة للمرأة الريفية، حيث يعد الافتقار إلى مرافق الفصل بين الجنسين والمعايير الثقافية من العوامل الباهظة"، تواجه النساء في المناطق الحضرية قيودًا ثقافية مماثلة.
ومع ذلك، لخصت دراسة أجريت على أمهات غزة اللائي تتراوح أعمارهن بين 18 و50 عامًا، والتي نشرت في عام 2014، إلى أن معدلات البدانة تراوحت بين (57% -67.5 %) اعتمادا على المكان الذي يعيشون فيه، عكست هذه الدراسة دراسة أخرى نشرت عام 2009، حددت معدل البدانة لدى الرجال الفلسطينيين بنسبة 58.7٪ والمرأة الفلسطينية بنسبة 71.3%.

## نقص المياه النظيفة
بسبب الحفر غير القانوني الواسع للآبار، تم ضخ المياه الجوفية الوحيدة في غزة بشكل مفرط لسنوات، مما أدى إلى تملح جزء كبير من مياهها، أظهر تقييم عام 2009 لعينة من 180 بئراً في غزة أن أكثر من 90 في المائة منها يمتلك تراكيز كلوريد تزيد أربعة أضعاف عن الحد الأقصى الذي اقترحته منظمة الصحة العالمية، لقد تلوثت إمدادات المياه في غزة بالمياه العادمة التي تحتوي على النترات والمبيدات الحشرية، بسبب نقص قدرة معالجة مياه الصرف في غزة، أظهر تقييم لبرنامج الأمم المتحدة للبيئة لأخذ عينات من آبار غزة أن مستويات النترات في مياه الشرب تجاوزت الحد الأقصى الذي اقترحته منظمة الصحة العالمية بمقدار ستة أضعاف، لن تتمكن شبكات نفايات غزة من تنقية مياه الصرف الصحي بشكل فعال بسبب ندرة الوقود ومواد البناء الناتجة عن الحصار المستمر، نظرًا لخياراتهم المحدودة، يلجأ سكان غزة إلى مياه الشرب التي تعتبرها منظمة الصحة العالمية خطرة بسبب تركيزها العالي من الملح والنترات وغيرها من مبيدات الحشرية، تقارب سلطة المياه في السلطة الوطنية الفلسطينية أن 25% من الأمراض في غزة تسببها بشكل مباشر أو غير مباشر مياه غير نظيفة، في الضفة الغربية، لا تصل شبكة المياه سوى 69% من المدن، من بين هؤلاء، يتمتع أقل من نصفهم بإمداد ثابت من الماء دون انقطاع، كما هو الحال في غزة، تعتبر المياه العادمة من الملوثات الرئيسية في الضفة الغربية، حيث أن حوالي 90% من مياه الصرف الفلسطينية هناك لا تتم معالجتها، تاركة الكثير من إمدادات المياه ملوثة، تشير مجموعات حقوق الإنسان إلى أن البنية التحتية للمياه المتقادمة والتقسيم غير العادل للموارد المائية بين المستوطنين الإسرائيليين والفلسطينيين هي الأسباب الرئيسية لمشاكل المياه. في المتوسط، يستهلك كل شخص في غزة 91 لترًا من المياه يوميًا، وهو أقل من الحد الأدنى البالغ 100 لتر الذي تعتبره منظمة الصحة العالمية ضروريًا لتلبية الاحتياجات الصحية الأساسية، يبلغ متوسط استهلاك المياه في الضفة الغربية حوالي 73 لترًا فقط للفرد يوميًا، أي أقل من المتوسط في غزة لأن الحفر غير القانوني ليس سائدًا.